# Matriarhat
Matriarhat je politično-socialna ureditev, pri kateri imajo vso avtoriteto ženske predstavnice družin, ki sestavljajo skupnost. Pravica do imena, socialnega in političnega položaja, kakor tudi do imetja in oblasti nad družinskimi člani, se prenaša avtomatično od matere na prvorojenko ali na najbližjo žensko potomko. Nasprotno, politično-socialno ureditev s prevlado moških imenujemo patriarhat.